# K.A.O.S. On the Road
K.A.O.S. On the Road è stato il secondo tour musicale da solista di Roger Waters, svoltosi nel 1987 per pubblicizzare il secondo album dell'artista, Radio K.A.O.S.. La scaletta includeva brani dal nuovo album ma anche dal repertorio dei Pink Floyd. Il tour è iniziato a Providence, negli Stati Uniti, il 14 agosto 1987 per poi chiudersi il 22 novembre dello stesso anno alla Wembley Arena di Londra.
Lo spettacolo è stato progettato dall'architetto Mark Fisher, che vi ha incluso schermi circolari, quadrifonie, proiezioni di sfondo e una cabina telefonica che consentiva al pubblico di rivolgersi direttamente a Waters.

## Gli spettacoli
Una peculiarità di K.A.O.S. On the Road, rispetto agli altri tour di Waters o dei Pink Floyd, è che i brani del concept album si alternavano a quelli dei Pink Floyd e non erano divisi da essi in un set a parte. Sono stati eseguiti anche Going to Live in L.A., lato B del singolo d'apertura di Radio K.A.O.S. e l'inedita Molly's Song, che sarebbe stata poi inclusa nel singolo Who Needs Information dopo il tour.
I brani del repertorio dei Pink Floyd sono stati stravolti, con un ruolo più prominente dato ai cori femminili, la voce di Paul Carrack che cantava le parti di David Gilmour con uno stile più "soul bianco", lo stile funk del basso di Andy Fairweather-Low e gli assoli di sassofono aggiunti a Welcome to the Machine.
I brani dei Pink Floyd inclusi nel tour erano quasi tutti scritti solo da Waters, che però ha promesso, nelle conversazioni coi fan attraverso la cabina telefonica, di includere Comfortably Numb nei tour successivi.

## Scaletta

### Set 1[3]
1. Tempted (Performance solista di Paul Carrack)
2. Radio Waves
3. Welcome to the Machine
4. Who Needs Information
5. Money
6. In the Flesh/Have a Cigar/Pigs (Three Different Ones)/Wish You Were Here (medley)
7. Mother
8. Molly's Song
9. Me or Him
10. The Powers That Be

### Set 2[3]
1. Going to Live in L.A.
2. Sunset Strip
3. 5:01 AM (The Pros and Cons of Hitch Hiking) (dopo un mese di tour è stata sostituita da Get Your Filthy Hands Off My Desert e Southampton Dock)
4. Arnold Layne (il video della canzone viene fatto partire da Billy, protagonista di Radio K.A.O.S., per il pubblico)
5. If
6. 5:06 AM (Every Strangers Eyes)
7. Not Now John
8. Another Brick in the Wall Part 1
9. The Happiest Days of Our Lives
10. Another Brick in the Wall Part 2
11. Nobody Home
12. Home
13. Four Minutes
14. The Tide Is Turning (After Live Aid)

### Encore[4]
1. Breathe (in the air)
2. Brain damage
3. Eclipse
4. Comfortably numb

## Date del tour
| Data              | Città            | Stato        | Luogo                                 | Biglietti veduti / Biglietti disponibili | Incasso      |
| Nord America      | Nord America     | Nord America | Nord America                          | Nord America                             | Nord America |
| ----------------- | ---------------- | ------------ | ------------------------------------- | ---------------------------------------- | ------------ |
| 14 agosto 1987    | Providence       | Stati Uniti  | Providence Civic Center               | 8,512 / 9,400                            | $140,448     |
| 15 agosto 1987    | Hartford         | Stati Uniti  | Hartford Civic Center                 | N.D.                                     | N.D.         |
| 17 agosto 1987    | Vaughan          | Canada       | Kingswood Music Theatre               | N.D.                                     | N.D.         |
| 19 agosto 1987    | Cuyahoga Falls   | Stati Uniti  | Blossom Music Center                  | N.D.                                     | N.D.         |
| 20 agosto 1987    | Buffalo          | Stati Uniti  | Buffalo Memorial Auditorium           | N.D.                                     | N.D.         |
| 22 agosto 1987    | Mansfield        | Stati Uniti  | Great Woods                           | N.D.                                     | N.D.         |
| 24 agosto 1987    | Filadelfia       | Stati Uniti  | The Spectrum                          | N.D.                                     | N.D.         |
| 26 agosto 1987    | New York City    | Stati Uniti  | Madison Square Garden                 | 16,000 / 16,000                          | $300,000     |
| 28 agosto 1987    | Saratoga Springs | Stati Uniti  | Saratoga Performing Arts Center       | N.D.                                     | N.D.         |
| 30 agosto 1987    | Landover         | Stati Uniti  | Capital Centre                        | N.D.                                     | N.D.         |
| 2 settembre 1987  | Atlanta          | Stati Uniti  | The Omni                              | N.D.                                     | N.D.         |
| 4 settembre 1987  | Saint Louis      | Stati Uniti  | Fox Theatre                           | N.D.                                     | N.D.         |
| 5 settembre 1987  | Indianapolis     | Stati Uniti  | Market Square Arena                   | N.D.                                     | N.D.         |
| 6 settembre 1987  | Columbus         | Stati Uniti  | Battelle Hall                         | N.D.                                     | N.D.         |
| 8 settembre 1987  | Clarkston        | Stati Uniti  | Pine Knob Music Theatre               | N.D.                                     | N.D.         |
| 9 settembre 1987  | Hoffman Estates  | Stati Uniti  | Poplar Creek Music Theater            | N.D.                                     | N.D.         |
| 10 settembre 1987 | Minneapolis      | Stati Uniti  | Met Center                            | N.D.                                     | N.D.         |
| 12 settembre 1987 | Denver           | Stati Uniti  | McNichols Sports Arena                | N.D.                                     | N.D.         |
| 14 settembre 1987 | Austin           | Stati Uniti  | Frank Erwin Center                    | 5,275 / 6,091                            | $77,364      |
| 15 settembre 1987 | Dallas           | Stati Uniti  | Reunion Arena                         | N.D.                                     | N.D.         |
| 17 settembre 1987 | Phoenix          | Stati Uniti  | Arizona Veterans Memorial Coliseum    | 8,344 / 12,195                           | $137,676     |
| 20 settembre 1987 | Inglewood        | Stati Uniti  | The Forum                             | N.D.                                     | N.D.         |
| 23 settembre 1987 | San Diego        | Stati Uniti  | San Diego Sports Arena                | N.D.                                     | N.D.         |
| 26 settembre 1987 | Oakland          | Stati Uniti  | Oakland–Alameda County Coliseum Arena | 9,028 / 11,000                           | $157,990     |
| 28 settembre 1987 | Seattle          | Stati Uniti  | Seattle Center Arena                  | N.D.                                     | N.D.         |
| 29 settembre 1987 | Vancouver        | Canada       | Vancouver Expo Stage                  | N.D.                                     | N.D.         |
| 3 novembre 1987   | Portland         | Stati Uniti  | Cumberland County Civic Cente         | N.D.                                     | N.D.         |
| 4 novembre 1987   | East Rutherford  | Stati Uniti  | Brendan Byrne Arena                   | 13,517 / 14,953                          | $233,334     |
| 6 novembre 1987   | Montréal         | Canada       | Montreal Forum                        | N.D.                                     | N.D.         |
| 7 novembre 1987   | Québec           | Canada       | Colisée de Québec                     | N.D.                                     | N.D.         |
| 9 novembre 1987   | Ottawa           | Canada       | Ottawa Civic Centre                   | N.D.                                     | N.D.         |
| 10 novembre 1987  | Hamilton         | Canada       | Copps Coliseum                        | 8,768 / 10,800                           | $121,826     |
| 13 novembre 1987  | Milwaukee        | Stati Uniti  | MECCA Arena                           | N.D.                                     | N.D.         |
| 14 novembre 1987  | Chicago          | Stati Uniti  | Arie Crown Theater                    | N.D.                                     | N.D.         |
| 15 novembre 1987  | Worcester        | Stati Uniti  | The Centrum                           | 9,212 / 9,274                            | $161,210     |
| Europa            |                  |              |                                       |                                          |              |
| 21 novembre 1987  | Londra           | Regno Unito  | Wembley Arena                         | N.D.                                     | N.D.         |
| 22 novembre 1987  | Londra           | Regno Unito  | Wembley Arena                         | N.D.                                     | N.D.         |

## Band
A differenza del precedente The Pros and Cons of Hitch Hiking, dove era ancora membro dei Pink Floyd, per K.A.O.S. On the Road, Waters ha fondato una vera e propria band: The Bleeding Heart Band.
- Roger Waters - voce, basso, chitarra acustica
- Andy Fairweather-Low - chitarra ritmica, basso, cori
- Jay Stapley - chitarra solista, cori
- Paul Carrack - tastiere, voce
- Graham Broad - batteria, percussioni
- Mel Collins - sassofono
- Doreen Chanter - cori
- Katie Kissoon - cori
- Clare Torry - voce in The Great Gig in the Sky il 26 agosto a Madison Square Garden e il 21 e il 22 novembre alla Wembley Arena